# شعیب‌آباد نو
نور آباد،روستایی از توابع بخش پیشوا شهرستان ورامین در استان تهران ایران است.

## جمعیت
این روستا در دهستان بهنام سوخته جنوبی قرار دارد و براساس سرشماری مرکز آمار ایران در سال ۱۳۸۵، جمعیت آن ۵۱۱ نفر (۱۲۳خانوار) بوده‌است.